# Émilienne Brunfaut
Pour les articles homonymes, voir Brunfaut.
Émilienne Brunfaut née en 1908 à Dottignies (Belgique) et morte à Malèves-Sainte-Marie le 12 décembre 1986, est une militante syndicaliste, féministe et pacifiste belge.

## Biographie
Emilienne Steux est née en 1908 à Dottignies. Elle perd sa mère lorsqu'elle est encore très jeune et c'est son père, Emile Steux, ouvrier textile, militant socialiste et fondateur de la coopérative locale, qui l'élève. Dès son enfance, elle baigne donc dans une atmosphère militante.
Elle suit des cours de comptabilité et de sténodactylographie et commence à travailler dans une compagnie d'assurances.
Elle adhère, au sein du Parti ouvrier belge, au Comité national des Femmes socialistes à la fin des années 1920. En 1935, à l'occasion d'un voyage en Union soviétique comme membre d’une délégation féminine du Parti ouvrier belge, elle développe ses sympathies prosoviétiques. 
À partir de 1936, très sensible à la cause des républicains espagnols, elle fréquente assidûment les cercles d’extrême gauche où elle côtoie Fernand et Louise Brunfaut. En 1937, elle épouse leur fils Maxime Brunfaut, jeune architecte, et entre ainsi dans une famille de l’intelligentsia bruxelloise de gauche.

### Le pacifisme
Sensibilisée à la montée du fascisme et du rexisme en Belgique, Émilienne Brunfaut adhère au Comité mondial des femmes contre la guerre et le fascisme (CMF) qui fait partie du dispositif communiste international entre 1934 et 1939, bien que son lien avec le communisme ne soit pas clairement affiché. Émilienne Brunfaut en devient la secrétaire en 1937,. 
« La tendance générale était, selon elle, celle que nous avons connue plus tard dans la résistance, une union contre le fascisme et contre la guerre ».
Après la guerre, elle poursuit le combat pacifiste d'abord au sein de l'Union des femmes de Belgique qui regroupe de nombreuses résistantes à la Libération. En 1947, le Parti communiste de Belgique dissout l’Union et la remplace par le Rassemblement des femmes pour la paix (RFP) affilié à la Fédération démocratique internationale des femmes (FDIF). Émilienne Brunfaut en est la secrétaire générale. 
Elle participe à la préparation du Congrès mondial des partisans de la paix et devient membre du Comité exécutif de son conseil mondial et de la direction de l'Union belge pour la défense de la paix, section belge du Congrès. 

### Le communisme
Émilienne Brunfaut quitte le Parti ouvrier belge en 1949 et, en 1951, elle s’affilie au parti communiste, dont elle est exclue dès 1952 en raison de ses positions syndicales. Elle estime que le syndicalisme ne peut être un simple auxiliaire du parti mais qu'il est un combat à part entière. Elle demeure cependant au Rassemblement des femmes pour la paix et est également active à l’Union belge pour la défense de la paix.

### Syndicalisme et féminisme
Pour Emilienne Brunfaut, le syndicalisme et le féminisme sont inséparables. L'émancipation des femmes est liée à celle des travailleuses. 
Dès la fin des années 1920, elle adhère au Syndicat du textile de Dottignies. Elle est choisie par la Centrale d’éducation ouvrière de Tournai pour suivre les cours de l’École ouvrière supérieure à Bruxelles en 1927-1928. Elle y suit l'enseignement d’Isabelle Blume, une des figures charismatiques des Femmes socialistes et de Fernand Brunfaut. Elle y acquiert la conviction d’une égalité stricte entre les hommes et les femmes. 
Elle participe aux grèves de 1932, à la lutte contre les arrêtés-lois visant à limiter le travail des femmes mariées au début des années 1930. En 1936, elle mène des actions de solidarité avec les grévistes du Front populaire.
En 1932, elle souhaite se présenter aux élections législatives mais rencontre une forte opposition au sein de son parti, le Parti ouvrier belge, où on n'hésite pas à la traiter d'arriviste. « Pour moi, le mot arriviste a été un frein. J'en ai été peinée, traumatisée. Je voudrais dire très fort à toutes les jeunes femmes de ne jamais se laisser toucher par cela, d'aller au-delà de ces mesquineries. Pour un homme, l"arrivisme" est presque une qualité ; pour les femmes, c'est une tare. » Elle renonce après deux législatures à être sur une liste électorale. L’infériorisation permanente des femmes, au sein du parti et du syndicat, l’amène à la cause féministe : « Je me suis dit qu’au fond, nous étions dans un long cortège presque sans femmes et qu’il était temps qu’elles rattrapent le peloton de tête. C’est pour cela que j’ai lutté ».
En 1936, la Commission syndicale du POB créé une commission spéciale du travail féminin, dont Émilienne Brunfaut prend la tête avec l’aide de Jef Rens, secrétaire national de l’action syndicale socialiste. Durant la guerre, recherchée par les nazis, elle se réfugie avec ses enfants dans le Tarn en France. Dès la Libération, elle renoue avec ses activités syndicales et remet sur pied la commission du Travail des femmes au sein de la Fédération Générale des Travailleurs de Belgique (FGTB) en 1946.
Émilienne Brunfaut se rapproche du mouvement féministe, principalement sur la cause de l'égalité salariale et de l'application de l'article 119 du Traité de Rome instituant la Communauté économique européenne. Cet article est évoqué par les ouvrières de la Fabrique nationale d’Armes qui se mettent en grève pour réclamer l'égalité de rémunération.
Emilienne Brunfaut est présente à la première journée de la femme organisée en Belgique en 1972 et prend la parole pour parler de la condition des femmes ouvrières. 
En 1975, elle préside, avec Lucienne Herman-Michielsen, les activités belges dans le cadre de l'Année internationale des femmes de l'Organisation des Nations Unies. 
La même année, elle devient vice-présidente de la Commission du travail des femmes créée par le ministère de l'Emploi et du travail. À partir de 1978, elle travaille au sein de différents cabinets ministériels dont celui de Guy Spitaels. Elle travaille encore avec Georges Debunne sur les droits des travailleuses au sein de la Confédération européenne des syndicats. 
Elle meurt le 12 décembre 1986 à Malesves-Sainte-Marie (commune de Perwez). 

## Hommages
Elle est officier de l'ordre de Léopold.
En mars 1990, un timbre poste est émis à son effigie à l'occasion de la Journée internationale des femmes.
Un clos porte son nom à Dottignies.